# Hardwicke
Hardwicke es una parroquia canadiense situada en la provincia de Nuevo Brunswick.

## Superficie
Hardwicke tiene una superficie de 275,95 km².

## Demografía
En 2021, tenía 2203 habitantes, una densidad poblacional de 8 hab./km², y 1181 viviendas.